# Licking County
Licking County är ett administrativt område i delstaten Ohio, USA, med 166 492 invånare. Den administrativa huvudorten (county seat) är Newark.

## Geografi
Enligt United States Census Bureau har countyt en total area på 1 783 km². 1 778 km² av den arean är land och 5 km² är vatten.

### Angränsande countyn
- Knox County - nord
- Coshocton County - nordost
- Muskingum County - öst
- Perry County - sydost
- Fairfield County - sydväst
- Franklin County - väst
- Delaware County - nordväst

### Orter
- Heath
- Johnstown
- New Albany (delvis i Franklin County)
- Newark (huvudort)
- Pataskala
- Reynoldsburg (delvis i Fairfield County och Franklin County)